# Arena de Genève
Die Arena de Genève (auch bekannt als SEG Geneva Arena) ist eine Mehrzweckhalle im Gebäudekomplex der Palexpo in Genf.
Die Arena wird hauptsächlich für Konzertveranstaltungen genutzt. So traten hier unter anderem seit 1995 international erfolgreiche Künstler wie Joe Cocker, Lenny Kravitz, Johnny Hallyday, Kraftwerk, Céline Dion oder David Bowie auf.